# Saskia Fischer (Schriftstellerin)
Saskia Fischer (* 1971 in Schlema) ist eine deutsche Schriftstellerin.

## Leben
Saskia Fischer übersiedelte 1986 aus der DDR in den Westen. Nach dem Besuch eines Gymnasiums in
Übach-Palenberg studierte sie von 1992 bis 1995 Theaterwissenschaft und Germanistik an der Ruhr-Universität Bochum. Sie brach das Studium ab und veröffentlichte als freie Schriftstellerin erste literarische Werke. Daneben war sie Mitarbeiterin des Literaturbüros Nordrhein-Westfalen in Düsseldorf und des Westfälischen Literaturbüros in Unna. Seit 2005 lebt sie in Berlin. Saskia Fischer schreibt vorwiegend Lyrik. 

## Werke
- Latest news, Gedichte, Edition Biograph, Düsseldorf 1995
- Wenn ich Himmel wär, Gedichte, Grupello Verlag, Düsseldorf 1998
- Scharmützelwetter, Gedichte, Suhrkamp Verlag, Berlin 2008
- Ostergewitter, Roman, Suhrkamp Verlag, Berlin 2012

## Stipendien und Auszeichnungen
- 1996: Düsseldorfer Dichterpreis
- 1997: Förderpreis für Literatur der Landeshauptstadt Düsseldorf[1]
- 1997: Stipendium des Künstlerdorfes Schöppingen
- 1999: Förderpreis des Landes Nordrhein-Westfalen für Literatur
- 2001: Arbeitsstipendium der Kunststiftung Nordrhein-Westfalen
- 2005: Aufenthaltsstipendium des Berliner Senats für das Literarische Colloquium Berlin
- 2010: Preisträgerin beim Kammweg-Literaturpreis des Kulturraumes Erzgebirge-Mittelsachsen
- 2011: Ver.di-Literaturpreis Berlin-Brandenburg
- 2012: Alfred-Döblin-Stipendium der Berliner Akademie der Künste
- 2015: Kammweg-Literaturpreis des Kulturraumes Erzgebirge-Mittelsachsen für "Ostergewitter"